# Équipe de Slovaquie de football au Championnat d'Europe 2024
Cet article relate le parcours de l’équipe de Slovaquie de football lors du Championnat d'Europe de football 2024 qui a lieu du 14 juin au 14 juillet 2024 en Allemagne.
La Slovaquie s'est qualifiée directement pour l'Euro en terminant 2e de son groupe d'éliminatoires,,.

## Qualifications
| Rang | Équipe             | Pts | J  | G  | N | P  | Bp | Bc | Diff |  | Résultats (▼ dom., ► ext.) |     |     |     |     |     |     |
| ---- | ------------------ | --- | -- | -- | - | -- | -- | -- | ---- |  | -------------------------- | --- | --- | --- | --- | --- | --- |
| 1    | Portugal           | 30  | 10 | 10 | 0 | 0  | 36 | 2  | +34  |  | Portugal                   |     | 3-2 | 9-0 | 2-0 | 3-0 | 4-0 |
| 2    | Slovaquie          | 22  | 10 | 7  | 1 | 2  | 17 | 8  | +9   |  | Slovaquie                  | 0-1 |     | 0-0 | 4-2 | 2-0 | 3-0 |
| 3    | Luxembourg         | 17  | 10 | 5  | 2 | 3  | 13 | 19 | -6   |  | Luxembourg                 | 0-6 | 0-1 |     | 3-1 | 4-1 | 2-0 |
| 4    | Islande            | 10  | 10 | 3  | 1 | 6  | 17 | 16 | +1   |  | Islande                    | 0-1 | 1-2 | 1-1 |     | 1-0 | 4-0 |
| 5    | Bosnie-Herzégovine | 9   | 10 | 3  | 0 | 7  | 9  | 20 | -11  |  | Bosnie-Herzégovine         | 0-5 | 1-2 | 0-2 | 3-0 |     | 2-1 |
| 6    | Liechtenstein      | 0   | 10 | 0  | 0 | 10 | 1  | 28 | -27  |  | Liechtenstein              | 0-2 | 0-1 | 0-1 | 0-7 | 0-2 |     |

- Sélection directement qualifiée pour l'Euro 2024

## Matchs de préparation
| 23 mars 2024                      | Slovaquie | 0 - 2   | Autriche                      | Tehelné pole, Bratislava          |                                   |
| 18h00 · Historique des rencontres |           | (0 - 1) | 1re Baumgartner · 82e Weimann | Arbitrage : Trustin Farrugia Cann | Arbitrage : Trustin Farrugia Cann |
| 18h00 · Historique des rencontres | Rapport   |         |                               | Arbitrage : Trustin Farrugia Cann | Arbitrage : Trustin Farrugia Cann |

| 26 mars 2024              | Norvège    | 1 - 1   | Slovaquie | Ullevaal Stadion, Oslo |             |
| Historique des rencontres |            | (1 - 0) |           | Arbitrage :            | Arbitrage : |
| Historique des rencontres | [ Rapport] |         |           | Arbitrage :            | Arbitrage : |

| 5 juin 2024                       | Slovaquie                                         | 4 - 0   | Saint-Marin | Stadion Wiener Neustadt, Wiener Neustadt ( Autriche) |                                                 |
| 18h00 · Historique des rencontres | Rigo 8e · Suslov 10e · Haraslín 36e · Strelec 58e | (3 - 0) |             | Spectateurs : 452 Arbitrage : Julian Weinberger      | Spectateurs : 452 Arbitrage : Julian Weinberger |
| 18h00 · Historique des rencontres | Rapport                                           |         |             | Spectateurs : 452 Arbitrage : Julian Weinberger      | Spectateurs : 452 Arbitrage : Julian Weinberger |

| 9 juin 2024                       | Slovaquie                                              | 4 - 0   | Pays de Galles | Stade Antona-Malatinského, Trnava                |                                                  |
| 20h45 · Historique des rencontres | Kucka 45e · Boženík 56e · Ampadu 60e (csc) · Bénes 90e | (1 - 0) |                | Spectateurs : 6 348 Arbitrage : Daniel Stefański | Spectateurs : 6 348 Arbitrage : Daniel Stefański |
| 20h45 · Historique des rencontres | Rapport                                                |         |                | Spectateurs : 6 348 Arbitrage : Daniel Stefański | Spectateurs : 6 348 Arbitrage : Daniel Stefański |

Lors de son premier match de préparation à l'Euro, la Slovaquie a encaissé un but au bout de 6 secondes face à l'Autriche, au cours d'une rencontre remportée par les visiteurs sur le score de 2-0. Cette réalisation signée Christoph Baumgartner est la plus rapide inscrite dans l'histoire des rencontres entre sélections nationales.

## Phase finale
Le camp de base de la Slovaquie se situe dans la ville de Mayence, en Rhénanie-Palatinat.

### Effectif
Les âges et les sélections sont calculés au début de l'Euro 2024, le 14 juin 2024.
Le 27 mai 2024, 32 joueurs sont appelés dans l'équipe préliminaire de la Slovaquie. Le 7 juin 2024, l'équipe finale de 26 joueurs est annoncée. Dominik Takáč, Michal Tomič, Matúš Kmeť (en), Jakub Kadák, Dominik Hollý et Róbert Polievka (en) en sont exclus.

### Premier tour
| v · m | Équipe    | Pts | J | G | N | P | Bp | Bc | Diff |
| ----- | --------- | --- | - | - | - | - | -- | -- | ---- |
| 1     | Roumanie  | 4   | 3 | 1 | 1 | 1 | 4  | 3  | +1   |
| 2     | Belgique  | 4   | 3 | 1 | 1 | 1 | 2  | 1  | +1   |
| 3     | Slovaquie | 4   | 3 | 1 | 1 | 1 | 3  | 3  | 0    |
| 4     | Ukraine   | 4   | 3 | 1 | 1 | 1 | 2  | 4  | -2   |

#### Belgique - Slovaquie
| Match 9                 | Belgique                                    | 0 - 1   | Slovaquie           | Frankfurt Arena, Francfort-sur-le-Main                                                 |                                                                                        |
| 17 juin 2024 18h00 CEST |                                             | (0 - 1) | 7e Schranz ( Kucka) | Spectateurs : 45 181 Arbitrage : Halil Umut Meler (en) Arbitre vidéo : Bastian Dankert | Spectateurs : 45 181 Arbitrage : Halil Umut Meler (en) Arbitre vidéo : Bastian Dankert |
| 17 juin 2024 18h00 CEST | Mangala 30e · Tielemans 76e · Lukebakio 85e | Rapport | 41e Schranz         | Spectateurs : 45 181 Arbitrage : Halil Umut Meler (en) Arbitre vidéo : Bastian Dankert | Spectateurs : 45 181 Arbitrage : Halil Umut Meler (en) Arbitre vidéo : Bastian Dankert |

#### Slovaquie - Ukraine
| Match 21                | Slovaquie               | 1 - 2   | Ukraine                                                      | Düsseldorf Arena, Düsseldorf                                                    |                                                                                 |
| 21 juin 2024 15h00 CEST | ( Haraslín) Schranz 17e | (1 - 0) | 54e Chaparenko ( Zintchenko) · 80e Iaremtchouk ( Chaparenko) | Spectateurs : 43 910 Arbitrage : Michael Oliver Arbitre vidéo : Bastian Dankert | Spectateurs : 43 910 Arbitrage : Michael Oliver Arbitre vidéo : Bastian Dankert |
| 21 juin 2024 15h00 CEST |                         | Rapport | 84e Iaremtchouk                                              | Spectateurs : 43 910 Arbitrage : Michael Oliver Arbitre vidéo : Bastian Dankert | Spectateurs : 43 910 Arbitrage : Michael Oliver Arbitre vidéo : Bastian Dankert |

#### Slovaquie - Roumanie
| Match 33                 | Slovaquie         | 1 - 1   | Roumanie                               | Frankfurt Arena, Francfort-sur-le-Main                                          |                                                                                 |
| 26 juin 2024 18 h 0 CEST | ( Kucka) Duda 24e | (1 - 1) | 37e (pen.) R. Marin                    | Spectateurs : 54 000 Arbitrage : Daniel Siebert Arbitre vidéo : Bastian Dankert | Spectateurs : 54 000 Arbitrage : Daniel Siebert Arbitre vidéo : Bastian Dankert |
| 26 juin 2024 18 h 0 CEST | Duda 90+1e        | Rapport | 45+1e Burcă · 45+4e Bancu · 88e Pușcaș | Spectateurs : 54 000 Arbitrage : Daniel Siebert Arbitre vidéo : Bastian Dankert | Spectateurs : 54 000 Arbitrage : Daniel Siebert Arbitre vidéo : Bastian Dankert |

### Huitième de finale

#### Angleterre - Slovaquie
| Match 40                 | Angleterre                                    | 2 - 1 a. p.           | Slovaquie                                                            | Arena AufSchalke, Gelsenkirchen                                               |                                                                               |
| 30 juin 2024 18 h 0 CEST | ( Guéhi) Bellingham 90+5e · ( Toney) Kane 91e | (0 - 1, 1 - 1, 2 - 1) | 25e Schranz ( Strelec)                                               | Spectateurs : 47 244 Arbitrage : Halil Umut Meler Arbitre vidéo : Marco Fritz | Spectateurs : 47 244 Arbitrage : Halil Umut Meler Arbitre vidéo : Marco Fritz |
| 30 juin 2024 18 h 0 CEST | Guéhi 3e · Mainoo 7e · Bellingham 17e         | Rapport               | 13e Kucka · 45+1e Škriniar · 77e Pekarík · 108e Vavro · 114e Gyömbér | Spectateurs : 47 244 Arbitrage : Halil Umut Meler Arbitre vidéo : Marco Fritz | Spectateurs : 47 244 Arbitrage : Halil Umut Meler Arbitre vidéo : Marco Fritz |

## Statistiques

### Temps de jeu
| N°         | Joueurs            |          |          |          |          | TT       | But inscrit | Passe décisive | MJ       | MT       | Légende |
| ---------- | ------------------ | -------- | -------- | -------- | -------- | -------- | ----------- | -------------- | -------- | -------- | --- |
| Gardiens   | Gardiens           | Gardiens | Gardiens | Gardiens | Gardiens | Gardiens | Gardiens    | Gardiens       | Gardiens | Gardiens | Abréviations et symboles : TT : Total de minutes jouées MJ : Nombre de matchs joués MT : Matchs joués en tant que titulaire : but : passe décisive : joueur entré : joueur remplacé : capitaine : carton jaune : carton rouge |
| 1          | Martin Dúbravka    | 90       | 90       | -        | -        | 180      | -           | -              | 2        | 2        | Abréviations et symboles : TT : Total de minutes jouées MJ : Nombre de matchs joués MT : Matchs joués en tant que titulaire : but : passe décisive : joueur entré : joueur remplacé : capitaine : carton jaune : carton rouge |
| 12         | Marek Rodák        | -        | -        | -        | -        | -        | -           | -              | -        | -        | Abréviations et symboles : TT : Total de minutes jouées MJ : Nombre de matchs joués MT : Matchs joués en tant que titulaire : but : passe décisive : joueur entré : joueur remplacé : capitaine : carton jaune : carton rouge |
| 23         | Henrich Ravas (en) | -        | -        | -        | -        | -        | -           | -              | -        | -        | Abréviations et symboles : TT : Total de minutes jouées MJ : Nombre de matchs joués MT : Matchs joués en tant que titulaire : but : passe décisive : joueur entré : joueur remplacé : capitaine : carton jaune : carton rouge |
| Défenseurs |                    |          |          |          |          |          |             |                |          |          | Abréviations et symboles : TT : Total de minutes jouées MJ : Nombre de matchs joués MT : Matchs joués en tant que titulaire : but : passe décisive : joueur entré : joueur remplacé : capitaine : carton jaune : carton rouge |
| 2          | Peter Pekarík      | 90       | 90       | -        | -        | 180      | -           | -              | 2        | 2        | Abréviations et symboles : TT : Total de minutes jouées MJ : Nombre de matchs joués MT : Matchs joués en tant que titulaire : but : passe décisive : joueur entré : joueur remplacé : capitaine : carton jaune : carton rouge |
| 3          | Denis Vavro        | 90       | 90       | -        | -        | 180      | -           | -              | 2        | 2        | Abréviations et symboles : TT : Total de minutes jouées MJ : Nombre de matchs joués MT : Matchs joués en tant que titulaire : but : passe décisive : joueur entré : joueur remplacé : capitaine : carton jaune : carton rouge |
| 4          | Adam Obert         | 90+4     | 67       | -        | -        | 24       | -           | -              | 2        | 0        | Abréviations et symboles : TT : Total de minutes jouées MJ : Nombre de matchs joués MT : Matchs joués en tant que titulaire : but : passe décisive : joueur entré : joueur remplacé : capitaine : carton jaune : carton rouge |
| 6          | Norbert Gyömbér    | -        | -        | -        | -        | -        | -           | -              | -        | -        | Abréviations et symboles : TT : Total de minutes jouées MJ : Nombre de matchs joués MT : Matchs joués en tant que titulaire : but : passe décisive : joueur entré : joueur remplacé : capitaine : carton jaune : carton rouge |
| 14         | Milan Škriniar     | 90       | 90       | -        | -        | 180      | -           | -              | 2        | 2        | Abréviations et symboles : TT : Total de minutes jouées MJ : Nombre de matchs joués MT : Matchs joués en tant que titulaire : but : passe décisive : joueur entré : joueur remplacé : capitaine : carton jaune : carton rouge |
| 15         | Vernon De Marco    | -        | -        | -        | -        | -        | -           | -              | -        | -        | Abréviations et symboles : TT : Total de minutes jouées MJ : Nombre de matchs joués MT : Matchs joués en tant que titulaire : but : passe décisive : joueur entré : joueur remplacé : capitaine : carton jaune : carton rouge |
| 16         | Dávid Hancko       | 90       | 67       | -        | -        | 157      | -           | -              | 2        | 2        | Abréviations et symboles : TT : Total de minutes jouées MJ : Nombre de matchs joués MT : Matchs joués en tant que titulaire : but : passe décisive : joueur entré : joueur remplacé : capitaine : carton jaune : carton rouge |
| 25         | Sebastian Kóša     | -        | -        | -        | -        | -        | -           | -              | -        | -        | Abréviations et symboles : TT : Total de minutes jouées MJ : Nombre de matchs joués MT : Matchs joués en tant que titulaire : but : passe décisive : joueur entré : joueur remplacé : capitaine : carton jaune : carton rouge |
| Milieux    |                    |          |          |          |          |          |             |                |          |          | Abréviations et symboles : TT : Total de minutes jouées MJ : Nombre de matchs joués MT : Matchs joués en tant que titulaire : but : passe décisive : joueur entré : joueur remplacé : capitaine : carton jaune : carton rouge |
| 5          | Tomáš Rigo         | -        | -        | -        | -        | -        | -           | -              | -        | -        | Abréviations et symboles : TT : Total de minutes jouées MJ : Nombre de matchs joués MT : Matchs joués en tant que titulaire : but : passe décisive : joueur entré : joueur remplacé : capitaine : carton jaune : carton rouge |
| 7          | Tomáš Suslov       | 70       | 67       | -        | -        | 43       | -           | -              | 2        | 0        | Abréviations et symboles : TT : Total de minutes jouées MJ : Nombre de matchs joués MT : Matchs joués en tant que titulaire : but : passe décisive : joueur entré : joueur remplacé : capitaine : carton jaune : carton rouge |
| 8          | Ondrej Duda        | 90+4     | 60       | -        | -        | 154      | -           | -              | 2        | 2        | Abréviations et symboles : TT : Total de minutes jouées MJ : Nombre de matchs joués MT : Matchs joués en tant que titulaire : but : passe décisive : joueur entré : joueur remplacé : capitaine : carton jaune : carton rouge |
| 11         | László Bénes       | -        | 60       | -        | -        | 30       | -           | -              | 1        | 0        | Abréviations et symboles : TT : Total de minutes jouées MJ : Nombre de matchs joués MT : Matchs joués en tant que titulaire : but : passe décisive : joueur entré : joueur remplacé : capitaine : carton jaune : carton rouge |
| 13         | Patrik Hrošovský   | -        | -        | -        | -        | -        | -           | -              | -        | -        | Abréviations et symboles : TT : Total de minutes jouées MJ : Nombre de matchs joués MT : Matchs joués en tant que titulaire : but : passe décisive : joueur entré : joueur remplacé : capitaine : carton jaune : carton rouge |
| 19         | Juraj Kucka        | 90       | 90       | -        | -        | 180      | -           | 1              | 2        | 2        | Abréviations et symboles : TT : Total de minutes jouées MJ : Nombre de matchs joués MT : Matchs joués en tant que titulaire : but : passe décisive : joueur entré : joueur remplacé : capitaine : carton jaune : carton rouge |
| 21         | Matúš Bero         | -        | -        | -        | -        | -        | -           | -              | -        | -        | Abréviations et symboles : TT : Total de minutes jouées MJ : Nombre de matchs joués MT : Matchs joués en tant que titulaire : but : passe décisive : joueur entré : joueur remplacé : capitaine : carton jaune : carton rouge |
| 22         | Stanislav Lobotka  | 90       | 90       | -        | -        | 180      | -           | -              | 2        | 2        | Abréviations et symboles : TT : Total de minutes jouées MJ : Nombre de matchs joués MT : Matchs joués en tant que titulaire : but : passe décisive : joueur entré : joueur remplacé : capitaine : carton jaune : carton rouge |
| 24         | Leo Sauer          | -        | 86       | -        | -        | 4        | -           | -              | 1        | 0        | Abréviations et symboles : TT : Total de minutes jouées MJ : Nombre de matchs joués MT : Matchs joués en tant que titulaire : but : passe décisive : joueur entré : joueur remplacé : capitaine : carton jaune : carton rouge |
| Attaquants |                    |          |          |          |          |          |             |                |          |          | Abréviations et symboles : TT : Total de minutes jouées MJ : Nombre de matchs joués MT : Matchs joués en tant que titulaire : but : passe décisive : joueur entré : joueur remplacé : capitaine : carton jaune : carton rouge |
| 9          | Róbert Boženík     | 70       | 60       | -        | -        | 130      | -           | -              | 2        | 2        | Abréviations et symboles : TT : Total de minutes jouées MJ : Nombre de matchs joués MT : Matchs joués en tant que titulaire : but : passe décisive : joueur entré : joueur remplacé : capitaine : carton jaune : carton rouge |
| 10         | Ľubomír Tupta      | -        | -        | -        | -        | -        | -           | -              | -        | -        | Abréviations et symboles : TT : Total de minutes jouées MJ : Nombre de matchs joués MT : Matchs joués en tant que titulaire : but : passe décisive : joueur entré : joueur remplacé : capitaine : carton jaune : carton rouge |
| 17         | Lukáš Haraslín     | 70       | 67       | -        | -        | 137      | -           | 1              | 2        | 2        | Abréviations et symboles : TT : Total de minutes jouées MJ : Nombre de matchs joués MT : Matchs joués en tant que titulaire : but : passe décisive : joueur entré : joueur remplacé : capitaine : carton jaune : carton rouge |
| 18         | David Strelec      | 70       | 60       | -        | -        | 50       | -           | -              | 2        | 0        | Abréviations et symboles : TT : Total de minutes jouées MJ : Nombre de matchs joués MT : Matchs joués en tant que titulaire : but : passe décisive : joueur entré : joueur remplacé : capitaine : carton jaune : carton rouge |
| 20         | Dávid Ďuriš        | 81       | -        | -        | -        | 9        | -           | -              | 1        | 0        | Abréviations et symboles : TT : Total de minutes jouées MJ : Nombre de matchs joués MT : Matchs joués en tant que titulaire : but : passe décisive : joueur entré : joueur remplacé : capitaine : carton jaune : carton rouge |
| 26         | Ivan Schranz       | 81       | 86       | -        | -        | 167      | 2           | -              | 2        | 2        | Abréviations et symboles : TT : Total de minutes jouées MJ : Nombre de matchs joués MT : Matchs joués en tant que titulaire : but : passe décisive : joueur entré : joueur remplacé : capitaine : carton jaune : carton rouge |

| Buts | Joueurs | Adversaires |
| ---- | ------- | ----------- |
|      |         |             |

| Passes | Joueurs | Adversaires |
| ------ | ------- | ----------- |
|        |         |             |